# Europameisterschaften im Eisstockweitschießen 1977
Die Europameisterschaften im Eisstockweitschießen 1977 wurden in Inzell (Landkreis Traunstein) ausgetragen.

## Männer

### Einzelwettbewerb
| Platz | Sportler           | Land |
| ----- | ------------------ | ---- |
| 1     | Helmut Aglassinger | AUT  |
| 2     | Georg Mußner       | FRG  |
| 3     | Peter Mußner       | FRG  |

## Junioren U 18

### Einzelwettbewerb
| Platz | Sportler       | Land |
| ----- | -------------- | ---- |
| 1     | Franz Triendl  | FRG  |
| 2     | Walter Sperl   | AUT  |
| 3     | Albert Göllner | AUT  |